# Nicolas Marx
Nicolas Marx est un footballeur français né le 26 février 1974 à Avignon (Vaucluse). 
Il joue principalement à Nîmes comme attaquant ou milieu de terrain. Il est finaliste de la Coupe de France en 1996 avec ce club.

## Carrière de joueur
- 1992-2002 :  Nîmes Olympique[1]

Nicolas Marx a fait toute sa carrière professionnelle au Nîmes Olympique. Il débute en 1992-1993, le club gardois évoluant alors en 1ère division. Il joue trois matchs et marque une fois. Le club est relégué en fin de saison et reste à l'étage inférieur durant deux années durant lesquelles le joueur ne s'impose pas. À la suite de la descente en National et le club frôlant le dépôt de bilan, le destin de l'équipe est confié aux jeunes, il devient alors titulaire aux côtés d'Abder Ramdane. 
En championnat National 1, les jeunes crocos sont encadrés par deux anciens Christian Perez et Philippe Sence, mais malgré tout le club finit en position de relégable, n'étant sauvé en fin de saison que grâce au dépôt de bilan de Valenciennes. Cependant, la formation gardoise réussit l'exploit d'atteindre la finale de la Coupe de France, première équipe jouant dans une division aussi basse à le faire, après avoir éliminé trois formations de 1re division. Marx se met en évidence et inscrit notamment un but contre Saint-Étienne en 16e de finale. En finale contre Auxerre, il est à l'origine du but gardois lors de l'ouverture du score. Cette visibilité le fait être sollicité et le RC Strasbourg se positionne pour le faire venir. Mais le club nîmois qui a déjà du prêté Ramdane au Havre ne veut pas laisser partir l'attaquant qui restera finalement au club malgré son mécontentement.
Si le Nîmes Olympique finit champion de National 1, Marx ne s'impose pas comme un titulaire indiscutable, partageant ce rôle avec Sabin et Meilhac aux côtés de Discolle. Lors de la saison suivante en 2e division, il inscrit un doublé contre Caen en championnat mais son compteur restera bloqué à ces deux unités, avec seulement 14 matchs joués. L'année suivante, il est titularisé lors de la demi-finale de Coupe de France à Nantes, mais il ne joue que 16 matchs en championnat. À partir de là, il est de moins en moins utilisé et est pénalisé par des blessures. Il prend sa retraite au terme de la saison 2001-2002.

## Palmarès
- Finaliste de la Coupe de France en 1996 avec le Nîmes Olympique
- Champion de France de National en 1997 avec le Nîmes Olympique